# Seznam generalnih sekretarjev Italijanske komunistične partije
Seznam generalnih sekretarjev Italijanske komunistične partije.

## Seznam
- Amadeo Bordiga: januar 1921 - 1924
- Antonio Gramsci: 1924 - 1926
- Palmiro Togliatti : 1927 - avgust 1964
- Luigi Longo: avgust 1964 - marec 1972
- Enrico Berlinguer: marec 1972 - junij 1984
- Alessandro Natta: junij 1984 - junij 1988
- Achille Occhetto: junij 1988 - februar 1991